# Péron, Ain
Péron är en kommun i departementet Ain i regionen Auvergne-Rhône-Alpes i östra Frankrike. Kommunen ligger  i kantonen Collonges som ligger i arrondissementet Gex. Kommunens areal är 26,01 km². År 2022 hade Péron 2 900 invånare.

## Befolkningsutveckling
Antalet invånare i kommunen Péron
Referens: INSEE